# Métropole de Corfou, Paxoi et des îles Diapontiques

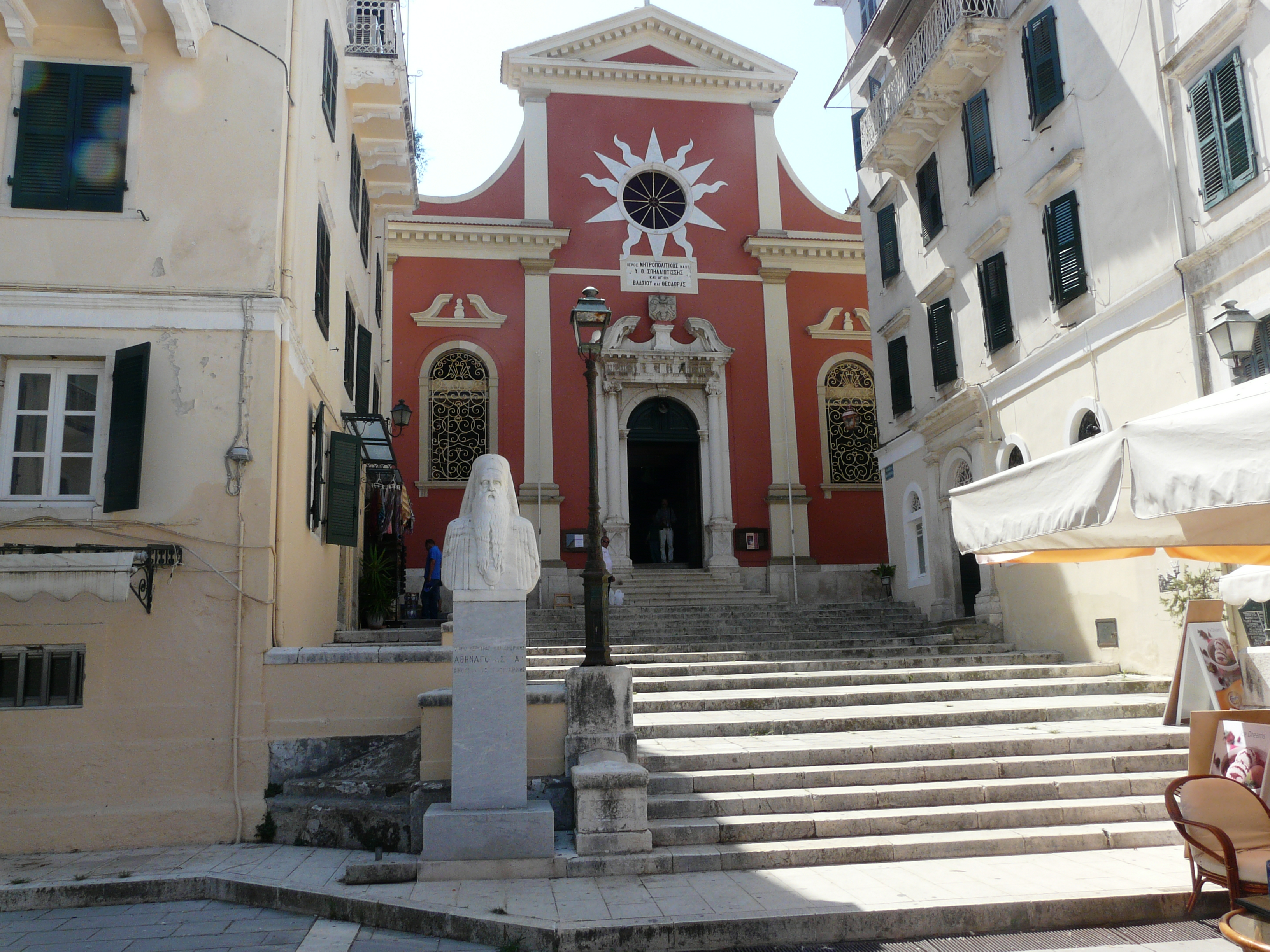
La cathédrale métropolitaine de Theotokos Spilaiotissa dans la ville de Corfou

La métropole de Corfou, Paxoi et des îles Diapontiques (en grec moderne : Ιερά Μητρόπολις Κερκύρας, Παξών και Διαποντίων Νήσων) est une métropole de l'Église de Grèce. Son siège est la ville de Corfou sur l'île de Corfou au nord-ouest de la Grèce. Il englobe toute la préfecture de Corfou, c'est-à-dire non seulement l'île de Corfou, mais aussi les deux petits groupes d'îles de Paxoi et des îles Diapontiques.

## Histoire
La fondation du siège de Corfou est attribuée à saint Etienne par deux disciples de saint Paul, Jason de Tarse et Sosipatrus d'Achaïe. Ses évêques sont attestés comme participant aux conciles œcuméniques de 325 à 787, à l'origine en tant que suffragants de Nicopolis et plus tard de Céphallénie. Il est élevé au rang d'archevêché dans la seconde moitié du Xe siècle et devient finalement un siège métropolitain dans le troisième quart du XIe siècle. À la suite de la conquête de l'île par les puissances occidentales (les Génois, les Vénitiens et les Angevins) à partir du tournant du XIIIe siècle, un archevêché catholique romain est établi sur l'île, attesté pour la première fois en 1228. Sous la domination catholique, la population chrétienne orthodoxe locale est servie par un prêtre en chef (protopapas).
L'évêché orthodoxe n'a été restauré qu'en 1800, après la chute de la république de Venise et l'établissement de la République septinsulaire.